# Ruttanapon Sowan
Ruttanapon Sowan (* 10. Januar 1994) ist ein thailändischer Leichtathlet, der sich auf den Sprint spezialisiert hat.

## Sportliche Laufbahn
Erste internationale Erfahrungen sammelte Ruttanapon Sowan bei den Jugendweltmeisterschaften 2011 nahe Lille, bei denen er im 100-Meter-Lauf und mit der Sprintstaffel (1000 Meter) in der ersten Runde ausschied, während er über 200 Meter das Halbfinale erreichte, in dem er mit 21,84 s ausschied. Im Jahr darauf siegte er mit der 4-mal-100-Meter-Staffel in 40,21 s bei den Juniorenasienmeisterschaften in Colombo und gelangte bei den Juniorenweltmeisterschaften in Barcelona mit 39,68 s nicht bis in das Finale. 2013 gelangte er bei der Sommer-Universiade in Kasan mit der Staffel in 39,30 s auf Rang vier und siegte bei den Südostasienspielen in Naypyidaw mit der Staffel in 39,75 s. Im Jahr darauf schied er im 60-Meter-Lauf bei den Hallenasienmeisterschaften in Hangzhou mit 6,92 s im Vorlauf aus. Im Oktober nahm er erstmals an den Asienspielen in Incheon teil und schied dort mit 10,54 s im Halbfinale aus, während er mit der Staffel nach 39,08 s auf Rang vier einlief. 2015 siegte er in 38,99 s bei den Südostasienspielen in Singapur mit der Staffel und gelangte bei den Studentenweltspielen in Gwangju in 39,86 s mit der Staffel auf Rang fünf. 2017 kam er bei den Asienmeisterschaften in Bhubaneswar im Staffelbewerb im Vorlauf zum Einsatz; die Staffel gewann später die Silbermedaille. 2019 siegte er bei den Asienmeisterschaften in Doha mit der Staffel in 38,99 s. Anschließend gelangte er bei den World Relays in Yokohama in 38,82 s nicht bis in das Finale und schied bei der Sommer-Universiade in Neapel mit 10,64 sim Vorlauf aus. Im Dezember gewann er bei den Südostasienspielen in Capas in 10,49 s die Silbermedaille hinter dem Malaysier Muhammad Haiqal Hanafi und siegte mit der Staffel in 39,27 s.

## Persönliche Bestleistungen
- 100 Meter: 10,34 s (−0,1 m/s), 8. Dezember 2019 in Capas
  - 60 Meter (Halle): 6,92 s, 15. Februar 2014 in Hangzhou
- 200 Meter: 21,20 s (+1,3 m/s), 25. Juli 2019 in Erzurum